# 伊丹啓子
伊丹 啓子（いたみ けいこ、1948年2月25日 - ）は、日本の俳人、編集者。兵庫県生まれ。父は俳人の伊丹三樹彦、母も俳人の伊丹公子。夫は沖積舎舎主・沖山隆久。

## 略歴
1948年（昭和23年）兵庫県伊丹市生まれ。兵庫県立西宮高等学校を経て、関西学院大学文学部日本文学科卒業。在学中から父、伊丹三樹彦の結社「青玄」に学んだ他、攝津幸彦と知り合い「関学俳句会」を創立する。1991年、伊丹市芸術家協会新人賞受賞。2005年、伊丹三樹彦が病に倒れ「青玄」終刊、2006年に後継誌「青群」を立ち上げる。編集発行人を経て、顧問。現代俳句協会会員、日本文藝家協会会員。
著書に父の伊丹三樹彦を書いた『軒破れたる』、その師である日野草城を書いた『日野草城伝』などがある。

## 著書

### 単著
- 『軒破れたる』（ビレッジプレス、1991年。ISBN 4938598140）
- 『愛坊主』（蝸牛社、1999年。ISBN 4876613648）
- 『日野草城伝』（沖積舎、2000年。ISBN 4806046167）
- 『ドッグウッド』（沖積舎、2004年。ISBN 4806016152）
- 『神保町発』（沖積舎、2013年。ISBN 978-4806016779）
- 『あきる野』（沖積舎、2022年）

### 共著
- 『新世紀女流俳句ワンダーランド』（片山由美子共編、沖積舎、1999年。ISBN 4806015733）
- 『大阪の俳人たち7』大阪俳句史研究会編（和泉書院、2017年。ISBN 978-4757608399）